# Zbraslav
Zbraslav (in tedesco Sbraslaus) è un comune della Repubblica Ceca facente parte del distretto di Brno-venkov, in Moravia Meridionale.